# Exorista niveifacies
Exorista niveifacies là một loài ruồi trong họ Tachinidae.